# قطعنامه ۲۰۱۲ شورای امنیت
قطعنامه  ۲۰۱۲ شورای امنیت سازمان ملل متحد که در تاریخ ۱۴ اکتبر ۲۰۱۱ تصویب شد، سندی بین‌المللی دربارهٔ مسئله هائیتی است. این قطعنامه طی نشست ۶۶۳۱ام با ۱۵ رای موافق، ۰ مخالف و ۰ ممتنع تصویب شد.